# St.-Johannis-Kirche (Aizpute)

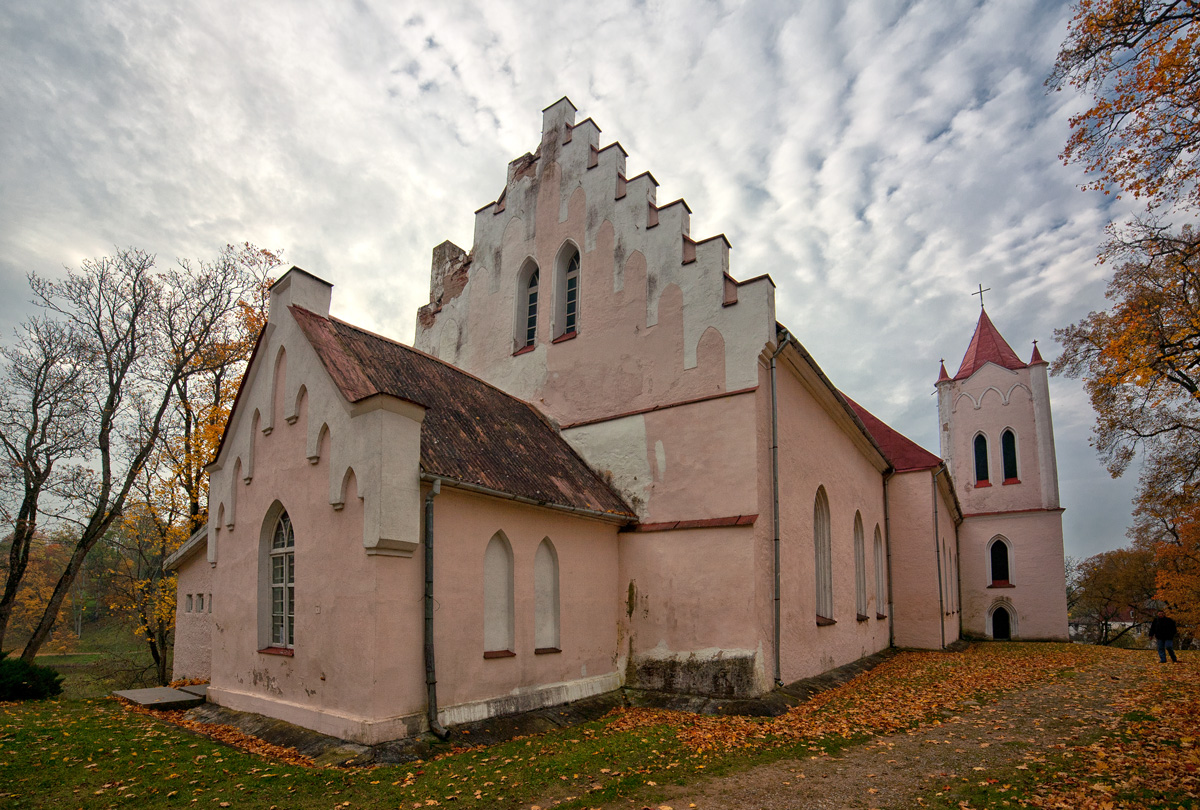
Aizpute, St.-Johannis-Kirche, Ostansicht

Die St.-Johannis-Kirche (lettisch: Sv. Jana) in Aizpute (Hasenpoth, Lettland) gilt als die älteste Kirche in Kurland. Sie steht auf dem ehemaligen Burgplatz der kurischen Burg über dem Tal der Tebber. Es existiert von ihr eine lettisch/deutsch abgefasste Dokumentation, die nach der Wendezeit aus verschiedensten Privataufzeichnungen erstellt wurde, da in der Sowjetzeit Dokumentationen über die Kirche vernichtet wurden. Sie ist seit der Reformation evangelisch-lutherisch. Sie steht unter Denkmalschutz.

## Geschichte

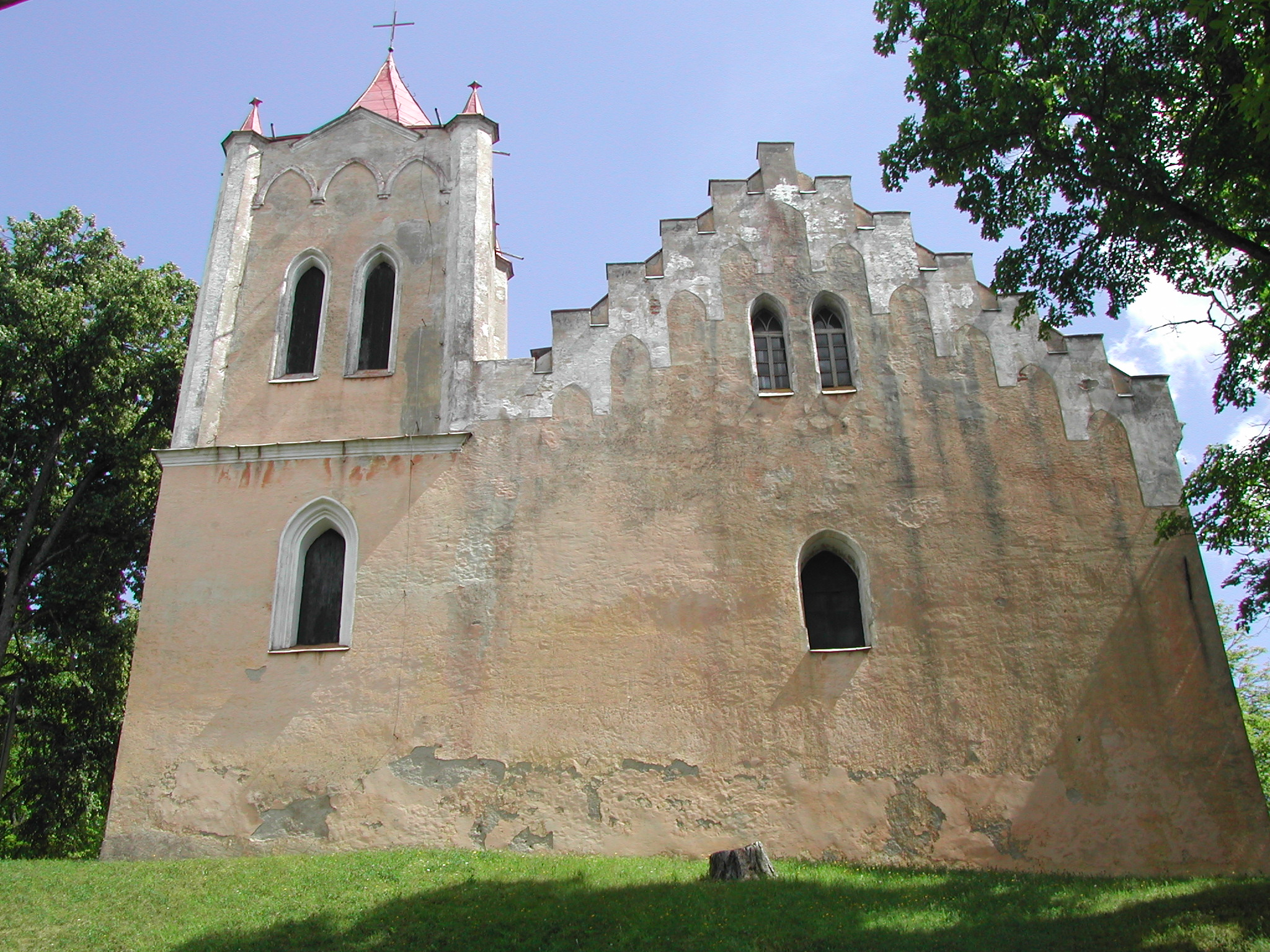
Ansicht von Westen

Hasenpoth als das heutige Aizpute wird 1248 erstmals urkundlich erwähnt. Der heutige Kirchplatz war der ursprüngliche kurische Burgplatz der Burg Beyda, die eine Anlage aus Holz gewesen sein soll. Nach der Eroberung Kurlands durch den Deutschen Orden 1248 wurde durch den Deutschordensmeister Dietrich von Gröningen mit der Errichtung einer neuen Burg in Sichtweite begonnen, wohingegen das Gelände der alten kurischen Burg dem kurischen Bischof Heinrich anlässlich einer Aufteilung der Ländereien im Jahre 1253 zugeschlagen wurde, der dort eine Kirche zu errichten begann. Dies geschah im Rahmen einer Aufteilung des Kurlandes unter dem kurischen Orden und dem Bischof von Kurland, in deren Folge auch Hasenpoth Zentrum des Bistums Kurland wurde. Die erste urkundliche Erwähnung der Kirche als schon lange bestehender Bischofssitz erfolgte im Jahre 1378 mit der Verleihung des Rigaer Stadtrechtes an die Stadt Hasenpoth. Nach dem Bischof von Bremen soll es aber in Lettland schon vor dem Erscheinen des Deutschen Ordens eine katholische Kirche gegeben haben, zudem auch im Osten Lettlands die Orthodoxe Kirche bereits Aktivitäten entfaltet haben soll und dabei wohl auch schon Kunstschätze schuf.
In den folgenden Jahrhunderten wurde die Kirche mehrfach verändert und umgebaut:
- 1589 erhält die Kirche ihre heute noch in Funktion befindliche Glocke, die somit die älteste heute noch in Gebrauch befindliche Glocke Kurlands. Sie soll durch Umgießen aus Kriegsmaterial in Deutschland entstanden sein. Eine ältere Glocke soll vor dieser existiert haben.
- im 17. Jahrhundert wird über Baufälligkeit und Einsturz der Kirche berichtet. Herzog Magnus aus Dänemark unternimmt Erneuerungsarbeiten an der Kirche
- 1698/99 erfolgen umfangreiche Renovierungsarbeiten für 5472,24 Thaler, die gesammelt worden waren, wobei der gesammelte Betrag höher war, als der tatsächlich benötigte.
- ca. 1720  kam es zu einem Einsturz des Dachstuhles, der wesentliche Teile der Inneneinrichtung zerstörte und die Kirche unbenutzbar machte. Es wurde ein provisorischer Holzbau errichtet.
- 1730 wurde der Turm angebaut
- 1860, 1887, 1929/39 erfolgten weitere Instandsetzungsarbeiten.
- in den 1970er Jahren wurden das Ziegeldach durch eine Schieferbedachung und das Dach des Turmes durch eine Blechüberdachung ersetzt sowie weiterhin eine Heizanlage eingebaut.
- in den 1980er Jahren erfolgten weitere umfangreiche Überholungsarbeiten
- 1994 erhielt die Kirche eine neue Altarinnenwand.

Auch geopolitisch und kirchenpolitisch ergaben sich relativ bald nach der Gründungsphase Veränderungen. Im 13.–16. Jahrhundert war die Kirche Sitz des Domkapitels und des Bistums Kurland. Nach der durch den Deutschen Orden 1260 verlorenen Schlacht an der Durbe wurde das Domkapitel aufgelöst und 1290 restituiert. Ab 1526 begann sich die Reformation in Kurland auszubreiten, wobei 1567 der Herzog Gotthard Kettler den Bau von 70 evangelischen Kirchen in Kurland und Semgallen befahl. Die Kirche wurde durch den in Pilten residierenden Herzog Magnus – einen Sohn des dänischen Königs Christian III. – der in Hasenpoth entstandenen evangelischen Gemeinde übergeben. Nach verschiedenen auch militärisch ausgetragenen Erbstreitigkeiten um das Hasenpother Gebiet fiel dieses zu dieser Zeit unter polnische Oberhoheit. 1570 wurde auch eine Kirchenordnung erlassen, ein Konsistorium begann seine Arbeit im Jahre 1623. Das evangelisch-lutherische Gesangbuch wurde 1685 in Kurland allgemein gültig. Die Eingliederung Kurlands in das russische Reich führte auch zu Neuordnungen sowohl territorialer Zuordnungen wie auch strukturelle Änderungen des Kirchenlebens. Im 19. Jahrhundert ließ das Interesse an der Gemeinde in der Bevölkerung deutlich nach.
Im 20. Jahrhundert wirkten sich schnell wechselnde geopolitische Zugehörigkeiten auch auf das Gemeindeleben aus:
- 1918–1940 während der ersten Unabhängigkeit Lettlands wurden alle Gemeinden zur evangelischen Kirche Lettlands vereinigt. Das kurländische Konsistorium wurde aufgelöst. Ebenso erlosch wegen des Hitler-Stalin-Paktes die deutsche Gemeinde, da die Deutschen 1939 abwandern mussten.
- 1940/41 während der sowjetischen Besatzung wurden viele Kirchen zerstört, Gemeinden aufgelöst, Kirchenbesitz enteignet und Pastoren getötet. In Hasenpoth wurde dessen ungeachtet die Gemeindearbeit fortgesetzt. Hasenpoth wurde Grobin unterstellt.
- 1941–1945 konnte unter der deutschen Besatzung die kirchliche und die Gemeindearbeit ungestört fortgesetzt werden.
- 1945–1989 gehörte Lettland zur Sowjetunion. In Hasenpoth wechselten die Pastoren in kurzer Folge. Da eine Ausbildung des Pastorennachwuchses nicht mehr sichergestellt werden konnte, kam es zu einem Mangel an Geistlichen. Unabhängig davon wurden dennoch weiter Konfirmationen durchgeführt. Das Pastorenhaus wurde enteignet und wurde nicht rückübertragen.
- 1990/91 wurde Lettland wieder unabhängig. Nach einem kurzen Anstieg des Interesses an Gemeindearbeit kam es zu einer weltanschaulichen Aufsplitterung der Bevölkerung. Die bisherige lutherische Ausrichtung war nicht mehr bestimmend. Es gab Annäherungen an reformierte Gemeinden in der Schweiz und auch Schweden, die dazu führten, dass auch wieder Gottesdienste in deutscher und schwedischer Sprache stattfinden konnten. Ein Gemeindehaus wurde rückübertragen.

## Das Gebäude

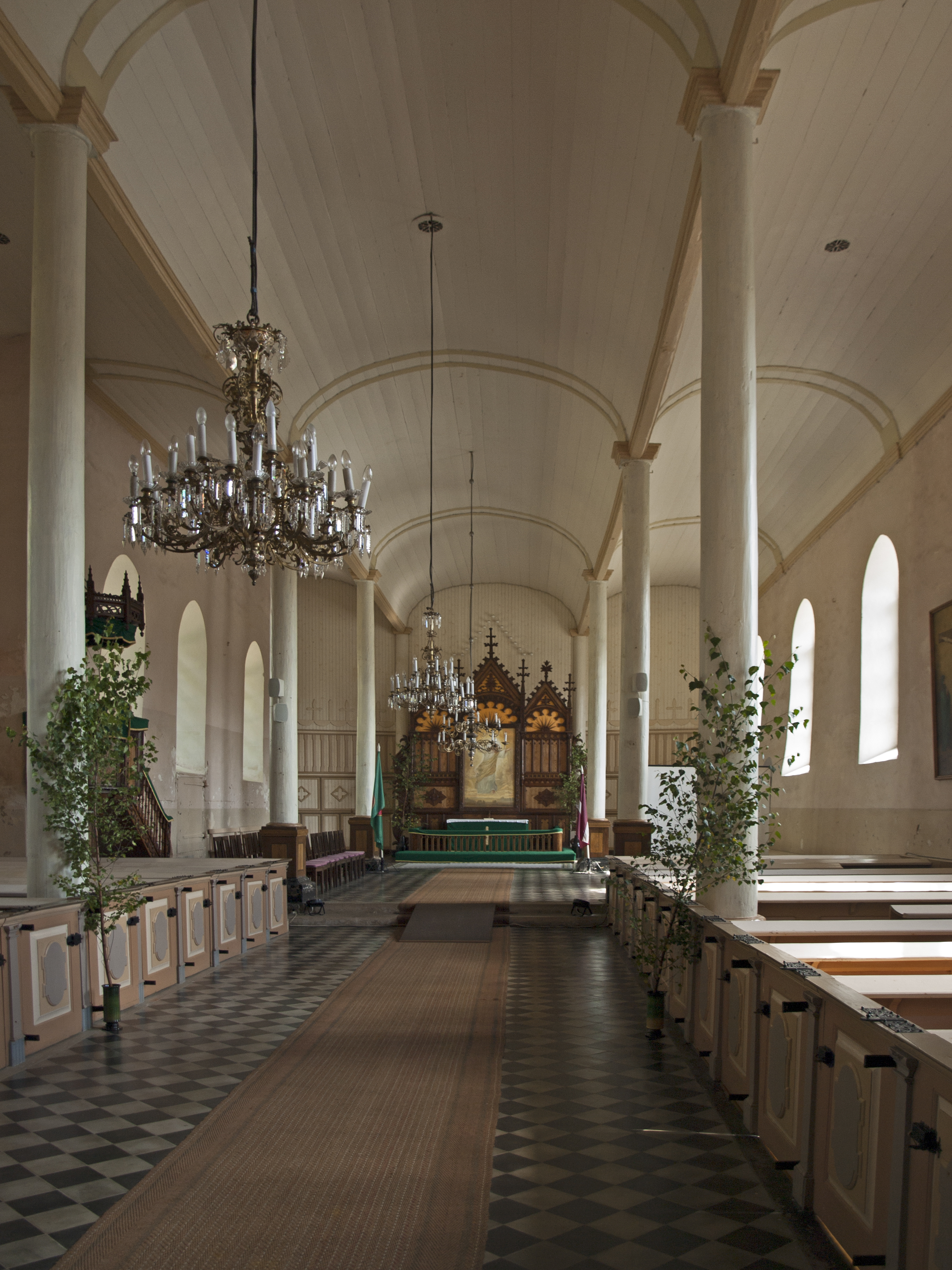
Innenraum

Die Kirche hatte einen ursprünglich rechteckigen Grundriss, der durch den Anbau eines Kirchturmes im Jahre 1730 an der Nordwestecke des Gebäudes und verschiedene Umbauten über die Jahrhunderte seine heutige Form erhielt. Die Westfront war für den Anbau eines Kirchturmes ungeeignet, da das Gelände zum Tal der Tebber steil abfällt. Die Südfassade und südöstliche Ecke der Kirche sind noch originale Bausubstanz, auch der Turm hat seinen ursprünglichen Grundriss behalten. Die Westfassade ist inzwischen breiter als die Ostfassade, andere Mauerwerksteile sind jüngeren Ursprunges. Das Innere der Kirche ist schlicht und verfügt über einen Altar, an der Nordseite ist eine Kanzel, die beide im späten 19. Jahrhundert von einem unbekannten Meister gefertigt wurden. Das Gewölbe wird von acht Säulen gestützt, die Beleuchtung besteht aus drei Kronleuchtern. Eine Grabplatte des kurländischen Bischofs Heinrich Basedow (1501–1523) findet sich an der Ostwand. Ein Denkmal für die gefallenen Soldaten des Ersten Weltkrieges musste während der Sowjetzeit umgedreht werden, damit die Namen nicht lesbar waren. Die Kirche besitzt als bewegliche Ausstattung sechs Altarleuchter, zudem zwei Bibeln aus dem 19. Jahrhundert und zwei Ölgemälde (Die Kreuzigung von F. Walter, 1864; Christus am Ölberg von Johann Leberecht Eggink, 1833). Ein weiteres Gemälde gilt als verschollen.
Die Orgel, die als eine der besten Lettlands gilt und für Konzerte, Organistenausbildung und Tonaufnahmen genutzt wird, entstand im Jahre 1904. Sie wurde von der Firma Wilhelm Sauer aus Frankfurt an der Oder gebaut. Zunächst war eine Reparatur der alten Orgel geplant gewesen, die sich aber als nicht praktikabel erwies und daher eine Neuanschaffung erfolgte. 1993 erhielt die Orgel ein Elektrogebläse.

## Der Kirchberg

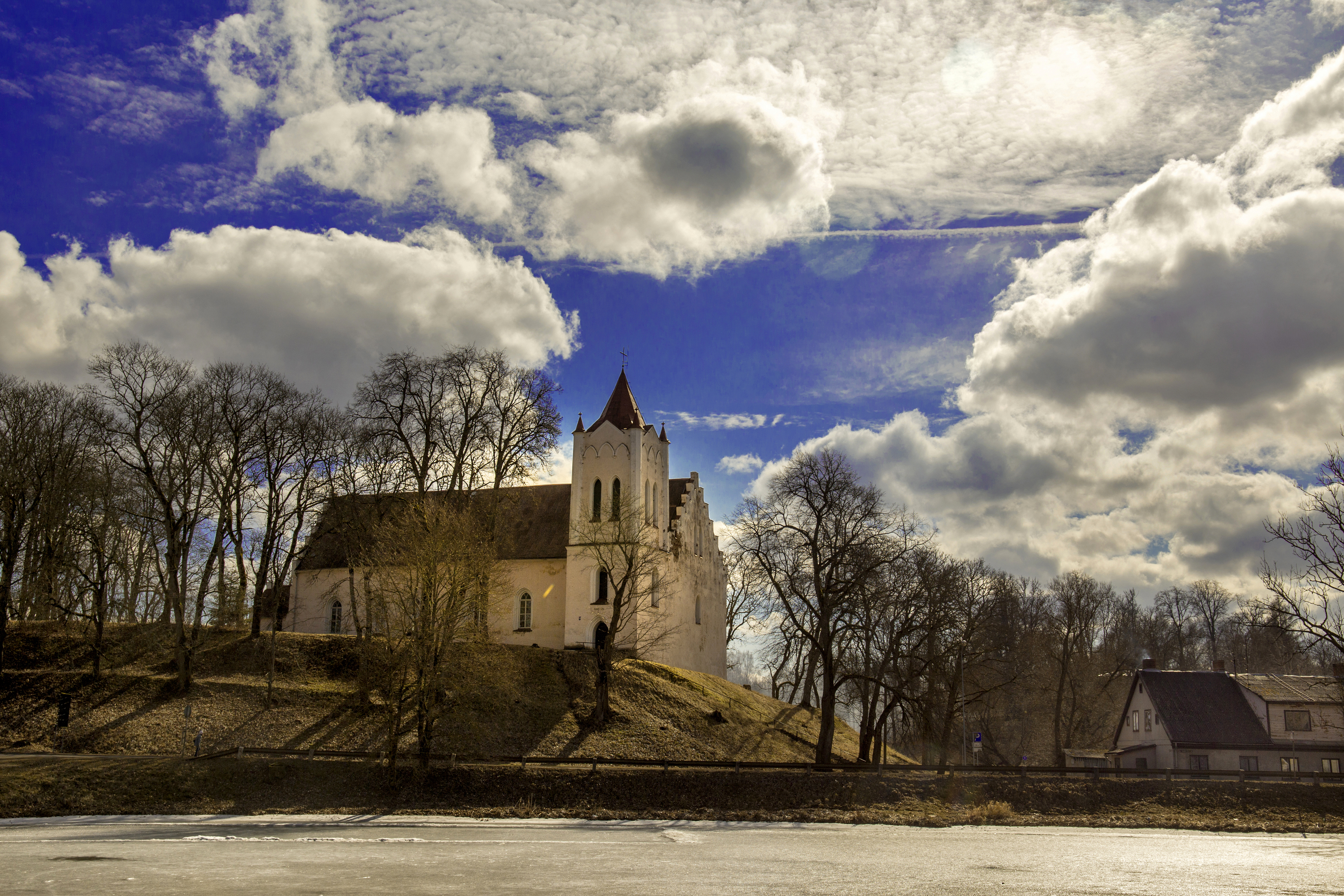
Kirchberg

Der Kirchberg, der gleichzeitig der ehemalige Burgplatz der kurischen Burg ist, wird unter archäologischen Aspekten für interessant gehalten. Es wird vermutet, dass sich dort noch reichlich Fundstücke aus vorchristlicher Zeit und Bodendenkmäler befinden könnten. Bisher wurde keine Grabung vorgenommen, aber bei Verlegearbeiten für Kabel für die Kirche ergaben sich erhebliche Widerstände bei den erforderlichen Erdarbeiten. Weiterhin wurden dort auch bei Restaurierungsarbeiten menschliche Überreste, Ziegel und eine alte Feuerstelle gefunden.

## Filialgemeinden
Mehrere Gemeindekirchen werden vom Hasenpother Pastor sowie dem Organisten versorgt:
- Zierau gehörte bis in das 17. Jahrhundert zu Hasenpoth und wird seit 1972 wieder von ebenda betreut
- Jamaiken ist heute eine eigenständige Gemeinde
- Pilten (lettisch Piltene) war der Sitz des Herzogs, es soll dort ein kleines Kirchlein gegeben haben, das heute nicht mehr nachweisbar ist.
- Appricken, Neuhausen, Niekratzen und Schnepeln gehören zum Zuständigkeitsbereich von Aizpute.

## Folklore
Bis in das 16.–19. Jahrhundert hatten sich verschiedene Bräuche in der Bevölkerung gehalten, die noch aus vorchristlicher oder aus der katholischen Zeit stammten, die nicht die Zustimmung der evangelischen Pastoren fanden. Es waren dies beispielsweise Wahrsagerei, Zauberei, Bewirtung von Totengeistern, Heiligenverehrung und Verehrung von Bildnissen.
Ein der hl. Clarissa geweihtes Kloster der Franziskanerinnen existierte in der Nähe der Kirche von 1448 bis 1559. In Aizpute wird die Sage erzählt, dass es zwischen dem Nonnenkloster, der Kirche und der Burg einen unterirdischen Gang gegeben haben soll. Dieser Gang sei von den Rittern der Burg genutzt worden zu nächtlichen Besuchen der Nonnen im Kloster. Die strenge Priorin habe aber den Gang zuschütten lassen. Aus den Tränen der Nonnen sei dann jene Quelle entstanden, die heute noch in die Tebber abfließt. Über den Gang wird heute noch gesprochen, aber bisher gibt es keine greifbaren Hinweise auf seine tatsächliche Existenz.

## Weiterführende Literatur
Pastor Sproghis fand Hinweise auf die Geschichte der Kirche in folgenden Werken:
- L.Adamovics: Kristigas baznicas vesture. Riga, 1927
- L.Adamovics: No Dzivibas un latviesu tautas vestures viela. 4.burtnica. Riga, 1935
- E. Dubins: Kurzeme. Riga, 1993
- I. Grauzdina: Tükstos melem ergeles spele. Riga, 1987
- T. Kallmeyer: Die evangelischen Kirchen und Prediger Kurlands. Riga, 1910
- E. Kiploks: Dzimtenes draudzes un baznicas. Nebraska, 1961
- E. Lange: Latvijas baznicas vesture. Nebraska, 1961
- C. Meissner: Das schöne Kurland. München, 1917
- A. Richter: Baltische Verkehrs- und Adressbücher. Band 2: Kurland. Riga, 1912
- E. Solovjovs: Neuzvaretais keceris. Riga, 1989
- E Thomson: Schlösser und Herrensitze im Baltikum. Frankfurt am Main, 1963
- Baltische Städte in alten Ansichten. Frankfurt am Main, 1973
- Es un mans nams. Riga, 1940
- Kurland. Stuttgart, 1917
- Latvijas konverscijas vardnica. Folgen 1, 3, 6, 7, 10–13, 16, Riga, 1927–1938
- Latvijas konverscijas vardnica. No 1940. gada lidz musdienam, Riga, 1990

zeitgenössische Hinweise:
- Aizputes Avize, Nr. 11–13, Jelgava, 1993–1994
- Jaunatnes Cels, Nr. 5, Riga, 1989
- Pakapieni, Nr. 3, Riga, 1989
- Svetdienas Rits, Nr. 33, Riga, 1940